# Rayón (Mexico)
Rayón est une municipalité située dans la région de Toluca, dans la partie nord-est de l'État de Mexico, au Mexique. Son siège municipal est Rayón, anciennement nommé Cuauhtenco. Elle est située au sud de la passe menant à la Vallée de Toluca.

## Géographie
La municipalité s'étend sur 84,37 km2 et est bordée par les communes de Tenango del Valle, de Calimaya et d'Almoloya del Río.

## Communication et transport
L'Autoroute Lerma-Tenango, route principale traversant Rayón, le connecte de Toluca à Tenango del Valle.

## Politique
| Maire                              | Période   |
| ---------------------------------- | --------- |
| Elias Arturo Sánchez Montes de Oca | 2009–2012 |
| Erick Vladimir Cedillo Hinojosa    | 2012–2015 |
| José Luis Robles Vázquez           | 2016–     |

## Économie
L'économie est principalement liée à l'agriculture, l'élevage et les petites entreprises, en se concentrant sur la production de maïs, de haricots et des fruits.

## Culture

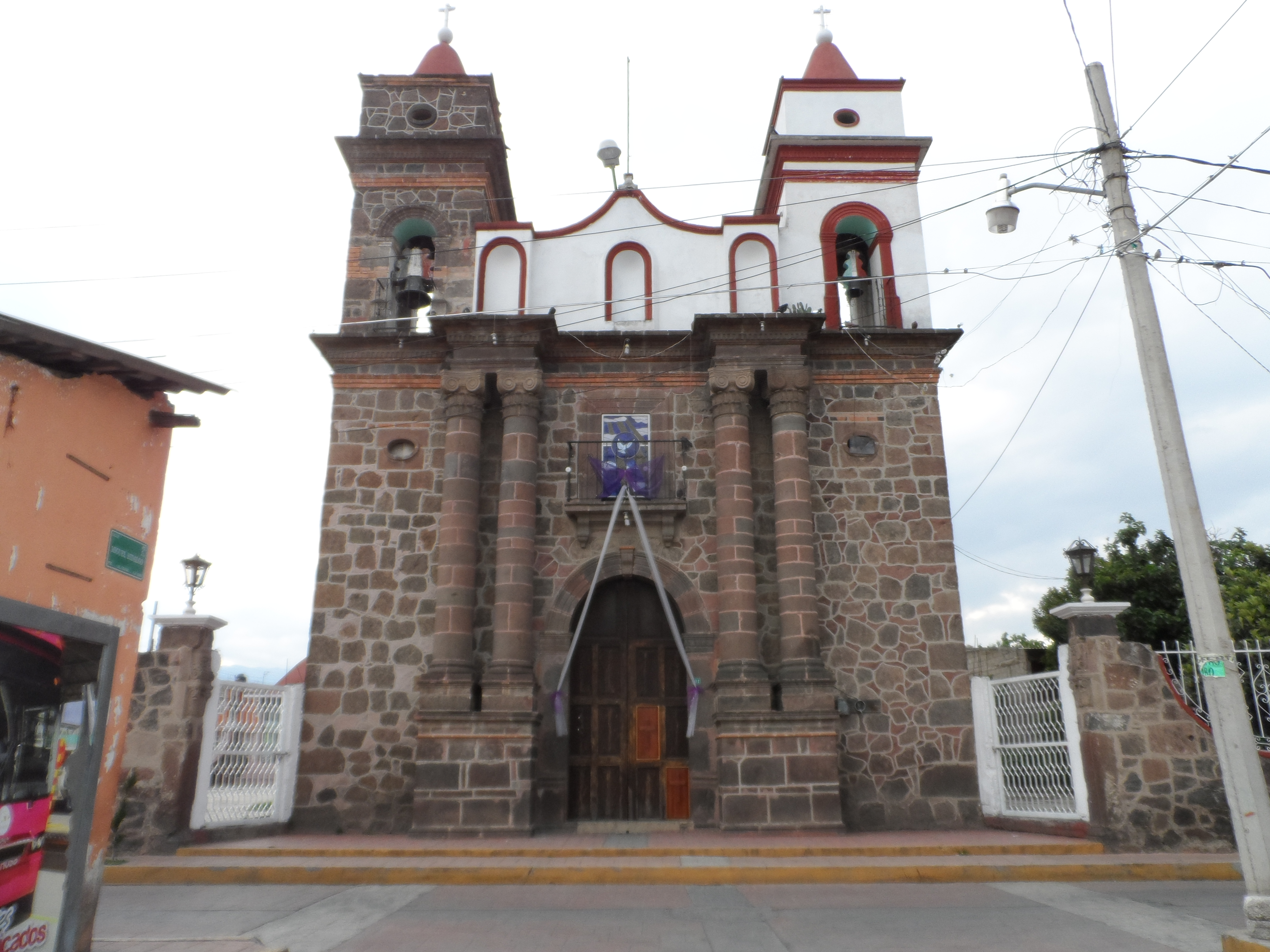
Église Guadalupe dans Rayón.

### Monuments
- Paroisse de Sainte Marie de Guadalupe